# Fair Fans Cup
Fair Fans Cup er en årlig tilbagevendende indendørs fodboldturnering blandt de fanklubber, der er medlem af Danske Fodbold Fanklubber. 
Det er også kendt som inde-DM for de officielle fanklubber. 
Værtsrollen går på skift blandt medlemsklubberne, og stævnet sluttes altid af med en stor fest om aftenen.
Fair Fans Cup har fundet sted i over 10 år, og selvom der bliver kæmpet hårdt på banen, så er det hele i den rette "fair fans ånd".
Stævnet er blevet afholdt af følgende fanklubber:
- 2003 - SIFosis - Silkeborg IF
- 2004 - ??
- 2005 - Odense Tigers - Odense BK
- 2006 - AGF fan club - Aarhus GF
- 2007 - Blue Wikings - Lyngby BK
- 2008 - ABForever - AB
- 2009 - Odense Tigers - Odense BK
- 2010 - The Crazy Reds - Vejle BK
- 2011 - FCKFC - FC København
- 2012 - Randers FC Support - Randers FC
- 2013 - HB Køge Support (svanerne) - HB Køge
- 2014 - The Crazy Reds - Vejle BK